# رویه استاندارد عملیات نظامی (فیلم)
رویهٔ استاندارد عملیات نظامی (به انگلیسی: Standard Operating Procedure) نام فیلم مستندی است که در سال ۲۰۰۸ به کارگردانی ارول موریس در ایالات متحده آمریکا ساخته شد. این فیلم در مورد عکس‌هایی است که نظامیان آمریکایی از زندانیانِ عراقی‌ای که در سال ۲۰۰۳ در زندان ابوغریب زیر شکنجه بودند، گرفته‌اند.